# Skansens kvarnar

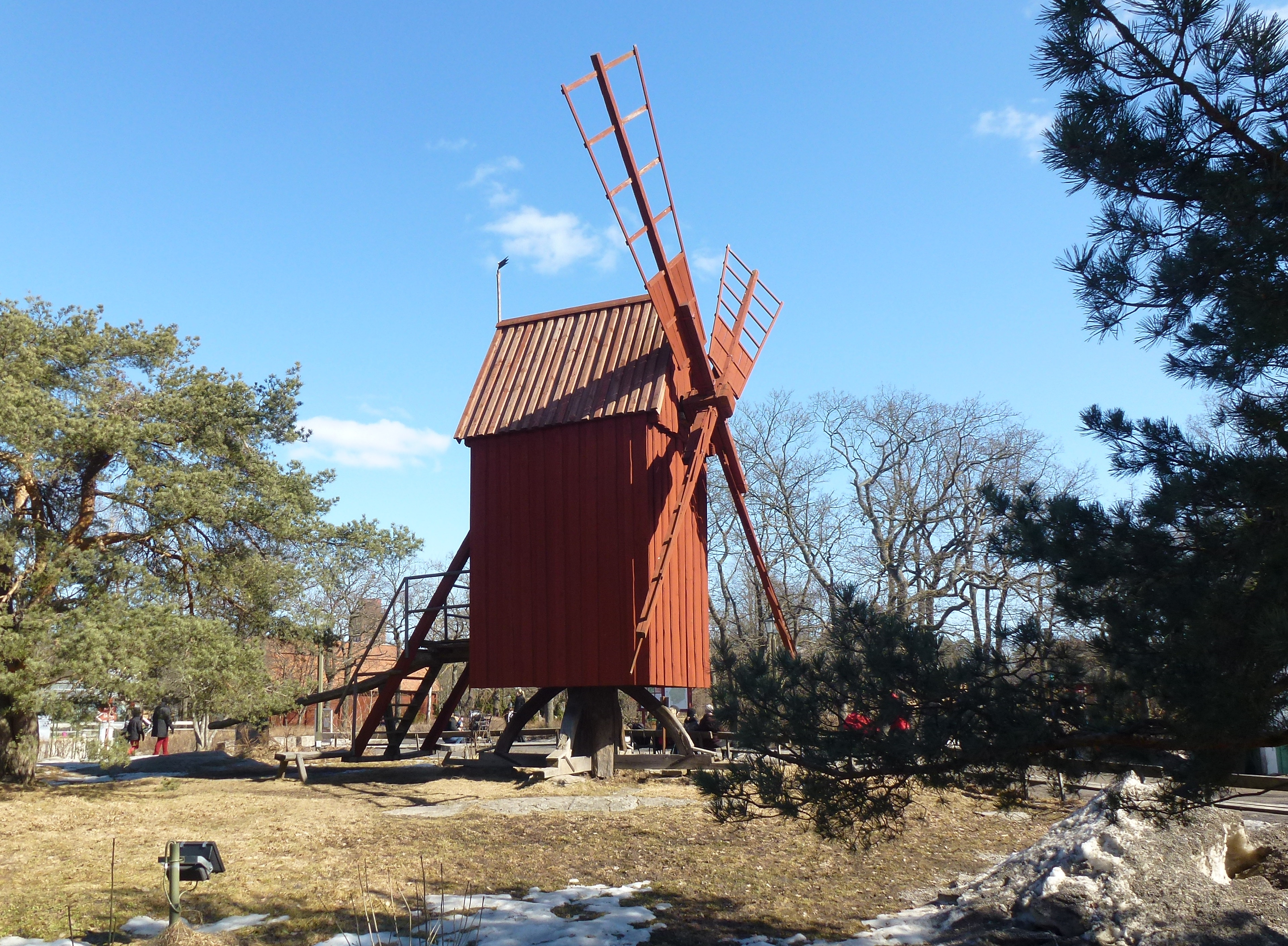
Torslundakvarnen 2013.

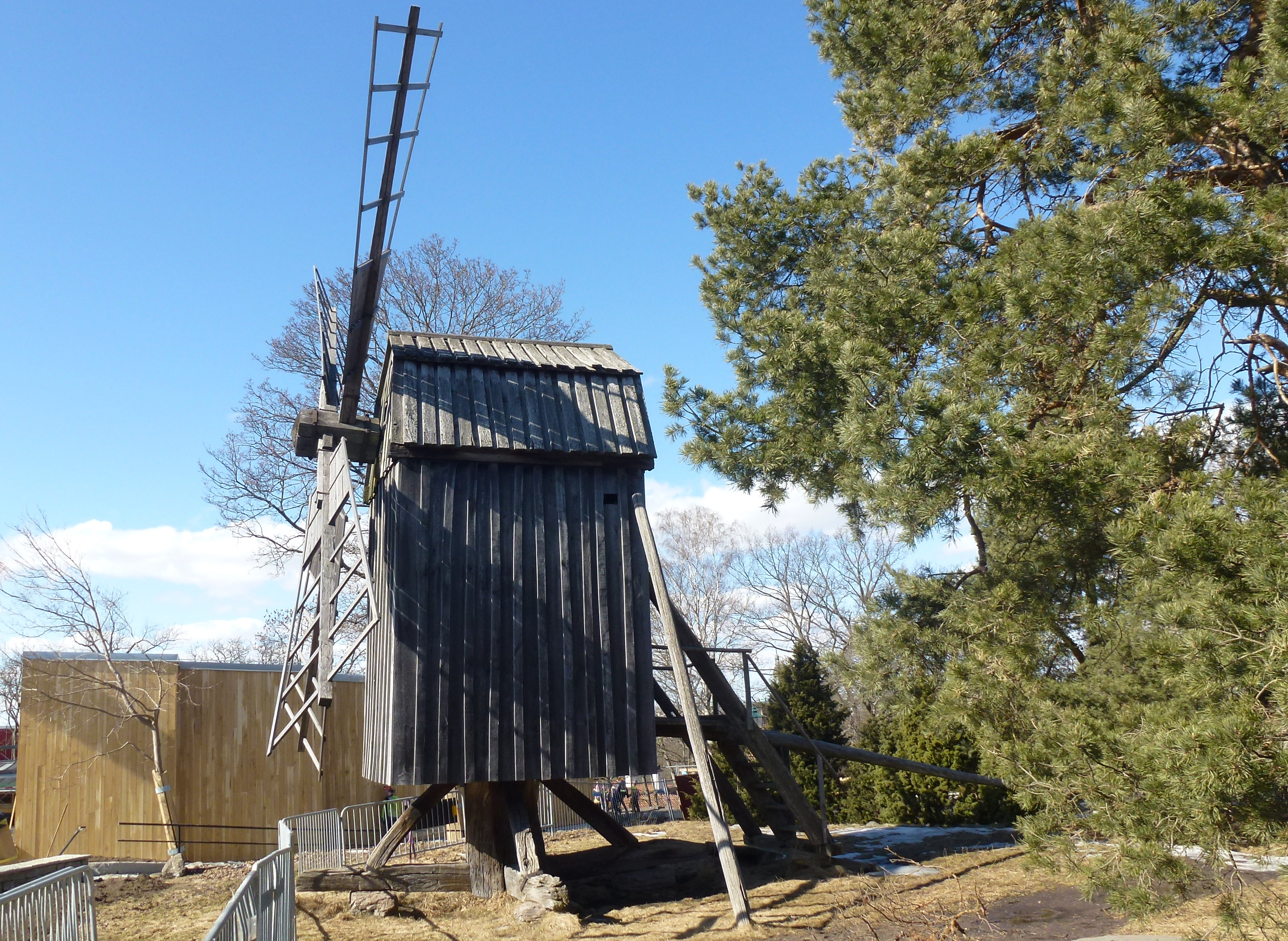
Glömmingekvarnen 2013.

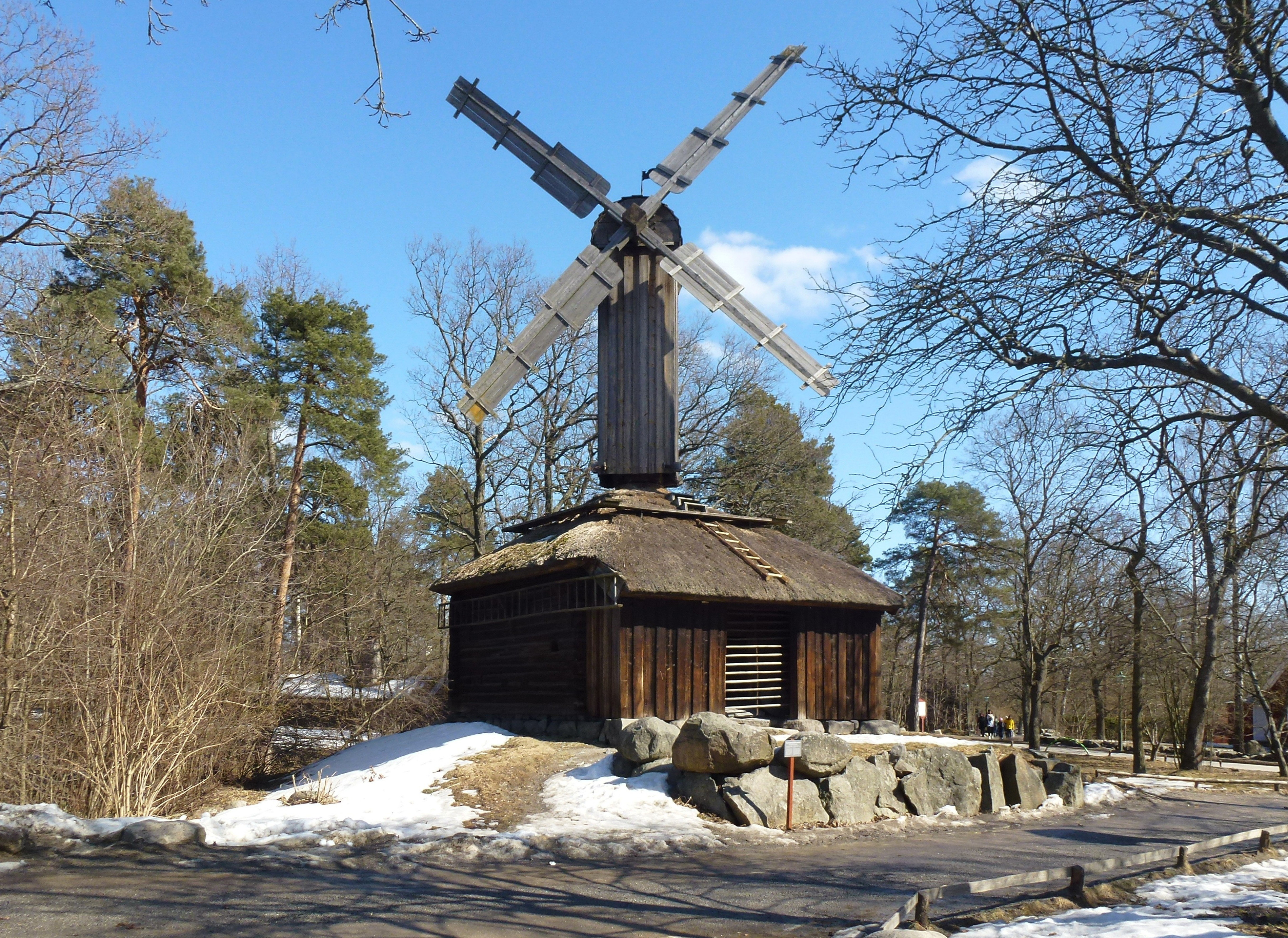
Främmestadskvarnen 2013.

Skansens kvarnar består av tre väderkvarnar och en skvaltkvarn som finns på friluftsmuseet Skansen i Stockholm. Det rör sig om två stolpkvarnar från Torslunda och Glömminge socknar, västra Öland, en holkkvarn från Främmestads socken i Västergötland samt en skvaltkvarn från Viske härad i Halland.

## Ölandskvarnarna
Skansens båda Ölandskvarnar kommer ursprungligen från Torslunda och Glömminge socknar på västra Öland. Kvarntypen är en så kallad stubbkvarn eller stubbamölla som fanns redan på medeltiden. Hela kvarnhuset står på en kraftig stubbe eller stolpe (därav namnet), och kan vridas mot vinden. Öppningarna i vingarna täcks med träluckor som fungerade ungefär som segel. Vingarnas rörelse överförs via en kraftig axel och kugghjul till kvarnstenen. Man malde huvudsakligen på vintern eftersom det blåste mest då. Torslundakvarnen är målad med falu rödfärg medan Glömmingekvarnen har obehandlat trä. Kvarnarna flyttades till Skansen år 1922.

## Främmestadskvarnen
Kvarnen kan dateras till 1750 men byggdes om år 1828. Den stod ursprungligen i Främmestads socken, Västergötland. Kvarntypen är en så kallad holkkvarn som var vanliga i trakten kring Vänern och har funnits sedan 1600-talet, men är även kända i Europa. Hjulhuset med sina vingar står på taket av kvarnbyggnaden. Hjulhuset kan vridas kring en trätrumma, en så kallad holk (därav namnet), som kan vridas med hjälp av en stock (rumpestången) i rätt vindriktning. Vingarna kan förses med lösa ”segel” av trä. Vingarnas rörelse överförs sedan genom en axel och kugghjul till den övre kvarnstenen, där säden mals till mjöl.  Främmestadskvarnen flyttades till Skansen år 1900.